# Michael-Andreas Heinemann
Michael-Andreas Heinemann (* 11. Oktober 1949 in Leinefelde) ist ein Unternehmer und ehemaliger deutscher Politiker (CDU). Er war von 1981 bis 1990 Vorsitzender des Bezirksverbandes Halle der CDU und 1990 stellvertretender Minister für Leichtindustrie der DDR sowie kurzzeitig Mitglied im Landtag Sachsen-Anhalt.

## Leben
Heinemann erlernte den Beruf eines Lebensmittelkonservierers im Feinkostkombinat Leipzig. Er studierte später an der Ingenieurschule der Lebensmittelindustrie in Gerwisch. Sein Studium schloss er als Ingenieur für Lebensmitteltechnologie ab. 1968 trat er der Christlich-Demokratischen Union Deutschlands (CDU) bei. Von 1970 bis 1974 gehörte er der Gemeindevertretung in Gerwisch an. Bis 1972 war er als Produktionsleiter in der Konsum-Großkelterei Rötha tätig. 1973 wurde er stellvertretender Vorsitzender des Rates des Kreises Weißenfels und war dort zuständig für Handel und Versorgung. Von 1979 bis 1981 fungierte Heinemann als stellvertretender Vorsitzender, von März 1981 bis Februar 1990 als Vorsitzender des Bezirksverbandes Halle der CDU. Seit dem 15. Parteitag im Oktober 1982 war er zudem Mitglied des Hauptvorstandes der CDU. Von 1986 bis 1990 war er Mitglied des Bezirkstages Halle und Vorsitzender der Ständigen Kommission Umweltschutz, Wasserwirtschaft und Erholungswesen des Bezirkstages. Von Februar bis Mai 1990 wirkte er als Stellvertreter des Ministers für Leichtindustrie und war danach als Staatssekretär im Ministerium für Ernährung, Land- und Forstwirtschaft in der Regierung de Maizière tätig.
Bei der ersten Landtagswahl in Sachsen-Anhalt 1990 nach der Wende im Oktober 1990 wurde Heinemann im Landtagswahlkreis Weißenfels I – Naumburg II direkt in den Landtag gewählt. Am 3. Dezember 1990 legte er sein Mandat nieder, weil der damalige Ministerpräsident Gerd Gies u. a. gegen Heinemann einen Privatdetektiv zur Untersuchung seiner vermeintlichen Stasi-Vergangenheit angesetzt hatte, um ihn und andere CDU-Abgeordnete aus dem Landtag zu drängen. Gerd Gies selbst war nämlich nicht direkt gewählt worden und wäre nicht über die Landesliste in den Landtag eingezogen. Nachrücker Heinemanns im Landtag wurde Ralf Geisthardt.
Seit 1998 ist Heinemann geschäftsführender Gesellschafter der Weißenfelser Handels-Gesellschaft mbH, deren Tochtergesellschaften GUTENA Nahrungsmittel GmbH, Neukircher Zwieback GmbH und SPREEwaffel Berlin-Pankow GmbH Lebensmittel herstellen.

## Auszeichnungen
- Verdienstmedaille der DDR
- Vaterländischer Verdienstorden in Bronze (1985)[6]